# كريستوفر هاسكينز
كريستوفر هاسكينز (بالإنجليزية: Christopher Haskins, Baron Haskins)‏ هو شخصية أعمال بريطاني، ولد في 30 مايو 1937 في دبلن في جمهورية أيرلندا.